# Gold Beach
Gold Beach era il nome in codice usato dagli Alleati per identificare una delle cinque spiagge in cui avvenne lo sbarco in Normandia, parte dell'operazione Overlord il 6 giugno 1944.
La spiaggia, posta tra Omaha e Juno Beach, era stata assegnata alla 50ª Divisione di fanteria britannica, comandata dal maggior generale Douglas Alexander Graham, e all'8ª Brigata corazzata della 79ª Divisione corazzata, entrambe le divisioni appartenevano alla 2ª Armata britannica comandata da Miles Dempsey. La spiaggia era suddivisa principalmente in tre settori, chiamati da ovest verso est Item, Jig (a sua volta diviso nelle sezioni Green e Red) e King (pure questo diviso in due sezioni chiamate Green e Red). Un quarto settore, chiamato How, non fu sfruttato come zona di sbarco.
La spiaggia si estendeva per 8 km fra Asnelles e La Rivière. La 231ª Brigata di fanteria avrebbe dovuto sbarcare nel settore Jig a Asnelles mentre la 69ª Brigata nel settore King, di fronte Ver-sur-Mer. Il Commando nº 47 dei Royal Marines, accorpato alla 50ª Divisione per la durata dello sbarco, era stato assegnato al settore Item.

## Gli schieramenti

### Le forze britanniche e gli obiettivi
Gli obiettivi primari della 50ª Divisione il giorno del D-Day consistevano nello stabilire una testa di ponte fra Arromanches e Ver-sur-Mer, per poi dirigersi a sud lungo la Route National 13 (RN 13) raggiungendo Bayeux, occupando la strada che collegava quest'ultima a Caen.
Le unità che sarebbero sbarcate stabilita la testa di ponte, ovvero la 56ª e la 151ª Brigata, dovevano dirigersi verso sud-ovest lungo la RN 13 supportati dai carri armati dell'8ª Brigata corazzata.
Ad ovest, la missione del Commando Nº 47 era di catturare Port-en-Bessin e riunirsi con le forze statunitensi sbarcate a Omaha Beach.
Alla 50ª Divisione era stato anche ordinato di riunirsi con le truppe canadesi sbarcate a Juno Beach.

### La difesa dei tedeschi
Ad affrontare i britannici nella zona orientale della spiaggia c'erano elementi della 716ª Divisione di fanteria statica tedesca mentre a ovest era posizionato il 1º Battaglione, un'unità veterana, del 916º Reggimento della 352ª Divisione di fanteria. Queste unità erano concentrate negli edifici fortificati lungo la costa ad Asnelles e a La Rivière. Gli edifici si rivelarono però altamente vulnerabili ai bombardamenti alleati, sia navali che aerei.
Oltre il tratto centrale della spiaggia vi era un'area paludosa, difesa unicamente dalla Compagnia Nº 3 del 441º Battaglione Est, composto per lo più da coscritti russi. In questa zona, l'artiglieria era composta principalmente da cannoni da 50 mm, in postazioni di cemento, e cannoni da 75 mm all'interno di casematte. Diverse batterie d'artiglieria, situate nelle retrovie a Mont-Fleury, Ryes, Marefontaine, Creully e Crepon coprivano la spiaggia.
Un posto d'osservazione per quattro cannoni da 155 mm era posizionato in cima alle colline di Longues-sur-Mer. Questi cannoni erano situati ottocento metri nell'entroterra.
La riserva della 352ª Divisione, con base a Bayeux, si trovava in una posizione perfetta per contrattaccare gli sbarchi. Tuttavia, la presenza di paracadutisti della 101ª Divisione aviotrasportata statunitense vicino all'estuario del fiume Vire, indussero il generale Kraiss, comandante della 352ª Divisione, a considerare la minaccia americana più importante e ad ordinare alla riserva di muoversi in direzione del Vire. Questo, che si rivelò un errore tattico, costrinse i tedeschi a impiegare diverse ore per percorrere i trenta chilometri fino a Gold Beach, perdendo di fatto la capacità di contrattaccare efficacemente.

### Ordini di battaglia

#### Britannici[3][4]
XXX Corpo d'armata
- 50ª Divisione fanteria
  - 56ª Brigata fanteria (aggregata)
    - 2º Reggimento "South Wales Borderers"
    - 2º Reggimento "Gloucestershire"
    - 2º Reggimento "Essex"

  - 69ª Brigata fanteria
    - 5º Reggimento "East Yorkshire"
    - 6º Reggimento "Green Howards"
    - 7º Reggimento "Green Howards"

  - 151ª Brigata fanteria
    - 6º Reggimento di fanteria leggera "Durham"
    - 8º Reggimento di fanteria leggera "Durham"
    - 9º Reggimento di fanteria leggera "Durham"

  - 231ª Brigata fanteria
    - 2º Reggimento "Devonshire"
    - 1º Reggimento "Royal Hampshire"
    - 1º Reggimento "Dorset"

  - Artiglieria divisionale
    - 74º Reggimento da campo, Royal Artillery
    - 90º Reggimento da campo, Royal Artillery
    - 124º Reggimento da campo, Royal Artillery
    - 102º Reggimento anticarro, Royal Artillery
    - 25º Reggimento antiaereo leggero, Royal Artillery

  - Reparti divisionali
    - 61º Reggimento da ricognizione
    - 2º Reggimento "Cheshire" (mitragliatrici)

  - Commando N° 47 (Royal Marines, aggregato)
  - 8ª Brigata corazzata (aggregata)
    - Reggimento "Sherwood Rangers Yeomanry"
    - 4º/7º Reggimento guardie dragoni
    - 24º Reggimento "Lancers"
    - 12º Reggimento "King's Royal Rifle Corps" (motorizzato)
    - 147º Reggimento da campo, Royal Artillery

  - Gruppi di spiaggia (aggregati)
    - 2º Reggimento "Bedfordshire and Hertfordshire"
    - 6º Reggimento "Border"

  - 6º Reggimento d'assalto, Royal Engineers (aggregato dalla 79ª Divisione corazzata)

#### Tedeschi[5][6]
LXXXIV Armee-Korps
- 716ª Divisione di fanteria
  - 441º Battaglione Est
  - 736º Reggimento granatieri
    - 2º Battaglione

  - 1716º Reggimento d'artiglieria
    - 2º Reparto
- 352ª Divisione di fanteria
  - 916º Reggimento granatieri
    - 1º Battaglione

## Lo sbarco
Prima degli sbarchi, le posizioni difensiva tedesche erano stati attaccati da bombardieri medi e pesanti. Il bombardamento fu proseguito dall'artiglieria navale degli incrociatori della flotta di sbarco.

### SettoreKing
L'ora stabilita per lo sbarco a Gold Beach era stata fissata per le 07:25. Era noto agli Alleati che la spiaggia era disseminata di ostacoli anticarro e mine che avrebbero dovuto essere rimossi dai genieri della prima ondata. A causa di un forte vento da nord-ovest, il livello del mare era più alto del previsto e questo coprì molti degli ostacoli. I genieri che raggiunsero gli ostacoli finirono presto sotto il fuoco nemico, che impedì loro di completare il lavoro.
Fu deciso di non inviare i carri armati anfibi dai loro veicoli di sbarco (LCT) ma di farli scendere direttamente sulla spiaggia. La prima ondata di carri finì sotto un pesante fuoco da parte dei tedeschi e subì delle perdite. Il 1º Battaglione dell'Reggimento "Royal Hampshire" perse il suo ufficiale comandante e il suo vice nei primi minuti dopo lo sbarco. I Commando della 4ª Brigata servizi speciali furono duramente bersagliati durante il tragitto in mare e solo un mezzo da sbarco raggiunse la costa.
La decisione di sbarcare i carri direttamente si dimostrò corretta in quanto non c'era la controparte tedesca nell'area. Una volta sulla spiaggia, i corazzati fornirono supporto ravvicinato alla fanteria e l'iniziale resistenza tedesca fu velocemente sopraffatta. Molte roccaforti tedesche erano state neutralizzate dal bombardamento navale della prima mattina mentre La Rivière resse più a lungo, anche se per le 10:00 era stata catturata.

### SettoreJig
Gli uomini del 6º Reggimento "Green Howards" giunsero sulla spiaggia di Asnelles supportati dai carri anfibi e dai carri modificati dei dragoni di Westminster. In questo settore la difesa era debole e le roccaforti costiere furono facilmente messe fuori combattimento prima che le truppe si spingessero nell'entroterra per prendere le batterie d'artiglieria tedesche.
L'attacco vicino, presso la località di Le Hamel (oggi nell'abitato est di Asnelles), fu invece più difficile poiché il villaggio era stato pesantemente fortificato. Gli uomini del 1º Reggimento "Royal Hampshire" persero circa 200 uomini. Solo nel pomeriggio, verso le 16:00, grazie anche all'intervento del 147º Reggimento d'artiglieria che aveva neutralizzato la roccaforte, Le Hamel cadde in mano britannica.
La 69ª Brigata continuò allora la sua avanzata verso sud attraverso Creully e Crépon. Alle 16:00 i tedeschi contrattaccarono ma fallirono nello spezzare le linee britanniche.

### SettoreItem
Il Commando nº 47 dei Royal Marines, l'ultima unità di Commando a sbarcare, arrivò sulla spiaggia a est di Le Hamel, nel settore Item. Gli era stato ordinato di dirigersi immediatamente nell'entroterra per poi svoltare verso ovest e di attraversare per sedici chilometri il territorio francese per conquistare la baia costiera di Port-en-Bessin. Quel piccolo porto era importante poiché era l'unico permanente in cui poter fare approdare dei rifornimenti, come il carburante da trasportare attraverso oleodotti sottomarini collegati a petroliere ancorate più al largo. Dopo lo sbarco, i Commando si spostarono a sud di Arromanches dirigendosi ad ovest fino a circa un miglio di distanza da Port-en-Bessin dove furono fermati a sud della batteria costiera di Longues-sur-Mer. La battaglia che ne seguì durò fino all'8 giugno.

## Resistenza tedesca
Un considerevole fuoco di batterie e mortai rallentò gli sbarchi, ma per le 10 La Rivière era stata catturata e, dopo un paio d'ore, la stessa sorte toccò a Le Hamel. I Commando dei Royal Marines furono in grado di avanzare fino a un chilometro e mezzo da Port-en-Bessin dopo aver scoperto che la batteria a Loungue-sur-Mer era stata messa fuori combattimento dall'incrociatore HMS Ajax.

## Conseguenze
A seguito dello sbarco fu lanciato l'operazione Perch per dirigersi ancora più nell'entroterra e tentare di conquistare subito Caen durante l'omonima battaglia.